# Hirotaka Yokoi
Hirotaka Yokoi, né le 8 juin 1978, est un combattant japonais professionnel de combat libre.
Après avoir fait une carrière en judo, il évolue sur les circuits des arts martiaux mixtes (MMA) et du catch, notamment pour les organisations RINGS et ZERO-ONE.

## Palmarès en arts martiaux mixtes
Record : 11 - 5  - 0 (Win - Loss - Draw)
- Victoires : 
  - 2 (T)KOs
  - 5 Soumissions
  - 4 Décisions
- Défaites :
  - 4 (T)KOs
  - 1 Soumission

| 11 victoires (2 (T)KOs, 5 soumissions, 4 décisions), 5 défaites (4 (T)KOs, 1 soumission), 0 égalité. |                 |                               |                                         |            |       |       |
| Résultat                                                                                             | Adversaire      | Méthode                       | Nom de l'évènement                      | Date       | Round | Temps |
| Loss                                                                                                 | Mikko Rupponen  | TKO                           | FF 21-Fight Festival 21                 | 3/17/2007  | 1     | 2:51  |
| Win                                                                                                  | Andre Fyeet     | Submission (Rear Naked Choke) | WPFC 1-World Pro Fighting Championships | 9/15/2006  | 1     | 3:11  |
| Loss                                                                                                 | Quinton Jackson | TKO (Punches and Stomps)      | PRIDE 30-Fully Loaded                   | 10/23/2005 | 1     | 4:05  |